# Казале Сан Ђулијано (Потенца)
Казале Сан Ђулијано (итал. Casale San Giuliano) је насеље у Италији у округу Потенца, региону Базиликата.
Према процени из 2011. у насељу је живело 32 становника. Насеље се налази на надморској висини од 781 м.